# 西原鶴真
西原 鶴真（にしはら かくしん）は、鶴田流薩摩琵琶奏者。

## 人物
東京生まれ。 
13歳からバンド活動を始め、ロック、パンクなどさまざまな音楽、楽器に親しむ。
その後、「薩摩琵琶鶴田流」鶴田錦史宅を訪ね、弟子入りする。 以後、5年にわたって師に学び、鶴田錦史亡き後は、中村鶴城に師事する。 近年は琵琶弾き語りの古典演奏活動に加え、琵琶を伝統音楽としてだけでなく、現代の音としても聞いてもらうため、クラシック音楽、電子音楽、ノイズミュージックなど様々な音楽とのコラボレーションを行なっている。 また演奏活動に加え、立体コラージュ作品など造形作家としても活動中。

## 主な活動
出典：
1996年
- アートイベントMorphe'96で独演会「TEST PATTERN:0001」を開催

1997年
- 独演会「琵琶 音の葉の夕」を開催

1998年
- アートイベントMorphe'98でライブ「-邦楽DESTROY-」を開催

2000年
- ライブ「LongshotER-LIVE-Vol.1」「LongshotER-LIVE-Vol.2」を開催

2001年
- ライブ「LIVE THE 成仏」を開催
- 東京都立鷺宮高等学校定時制の音楽教室で演奏
- シアターΧで開催されたチェーホフ演劇祭の作品『黒衣の僧（英語版）』に楽曲提供
- 東京都江戸東京博物館で開催されたイベント「忠臣蔵オーバードライブ」に出演

2002年
- ライブ「LIVE THE成仏2」を開催
- 護国院大黒天でライブ「「流転回遊園」－写真と絵－」を開催
- 葛飾区立水元小学校の音楽教室でユニット「流血キノコ」として演奏
- 岡山県の津山城でのイベント「津山時代絵巻」にユニット「成仏」として出演
- 東京ビッグサイトのイベント「DESIGH FESTA VOL.16 成仏LIVE」に出演

2003年
- アートギャラリー「LE DECO」でライブ「流血キノコの兄弟盃」「サムライオペラ」を開催
- 東京ビッグサイトのイベント「DESIGH FESTA VOL.18 成仏LIVE」に出演

2004年
- 坂本龍一プロデュースのコンピレーションCD「DOCUMENTO」に参加[2]
- オーストリアのウィーンでライブ「LIVE THE 成仏 in ウィーン」を開催

2005年
アートギャラリー「LE DECO」でライブ「サムライオペラ2」を開催
2007年
- バンド「GAUZE」のドラマー・HIKOを迎えたライブ「非命」を開催

2008年
- ヒップホップMC・Shing02のアルバム「歪曲」に参加、全国ツアー「歪曲巡礼」にも参加

2010年
- 武満徹の生誕80年記念イベント「武満徹トリビュート～映画音楽を中心に～」に出演[3]

2012年
- サントリーホールにて初演されたオーケストラ曲「ハラキリ乙女～琵琶とオーケストラのための～」に琵琶演奏で参加（作曲：山根明季子 / 指揮：大井剛史 / 管弦楽：新日本フィルハーモニー交響楽団）[4][5]

2013年
- チェリストのギャスパー・クラウスのアルバム『序破急』に琵琶演奏で参加

2014年
- オーストラリアのメルボルンでダンサーのジョアンナ・ダドリーとワークショップを開催

2015年
- 原宿のアートギャラリー「BLOCK HOUSE」で個展「ババロアチョモランマ」を開催
- ラジオ・フランスの招待により南フランスで公演を7回実施

2016年
- モロッコの音楽フェスティバル「マワジン」に出演
- 西原が参加する音楽ユニット・KINTSUGIのライブをフランスとベルギーで開催

2017年
- オーストラリアのアートイベント「Asia-Pacific Triennial of Performing Arts」に参加
- KINTSUGIのライブをフランスで開催
- KINTSUGIのアルバム『Yoshitsune』をリリース
- オーストリアのウィーンの音楽祭「ISHVARA（イシャバラ）」に参加
- 演劇祭「フェスティバル/トーキョー」で上演された舞台作品「忉利天（とうりてん）」の音楽をアイシャ・デヴィとともに担当[6]
- タイのイベント「]extantating(01)interstices[」に参加[7]

2018年
- KINTSUGIのライブをフランスで5回開催
- ポーランドの音楽祭「ワルシャワの秋」にて、「ハラキリ乙女～琵琶とオーケストラのための～」を再演

2021年
- コナミのゲームソフト『GetsuFumaDen: Undying Moon』に楽曲提供[8]（ソフトの正式発売は2022年）

2023年
- ドイツのフランクフルトの演劇イベント「世界演劇祭2023」で初演された市原佐都子作・演出の人形劇『弱法師』で音楽・琵琶演奏を担当[9]
- KYOTOPHONIE2023天橋立　1st EDITION AUTUMN SESSION 出演[10]
- アルバム「Fancy Noise Orchestra Symphony No1,2,3」発表[11]

2024年
- 「シアターコモンズ'24」　Q / 市原佐都子「弱法師」公演(東京/スパイラルホール)　音楽・琵琶演奏を担当[12]
- アルバム「くるくるロン毛とデカリボン」発表[13]
- アルバム「少女発動器ゴムゴムパパド」発表[14]
- Antigen Special Pres: The Very Ears of Dusk 出演（Bandai Namco Future House/上海）[15]
- BENTEN2024 Moyang / 先祖（チェン・ティエンジュオ（Tianzhuo Chen）演出）(新宿歌舞伎町能舞台)出演[16]
- Q / 市原佐都子「弱法師」ヨーロッパ公演（フランス、ベルギー、オランダ）音楽・琵琶演奏を担当[17][18]
- DANS LE CADRE DU FESTIVAL D’AUTOMNE 2024 にてソロ公演(パリ日本文化会館/フランス)[19]